# ديفيد ليند
ديفيد ليند (بالإنجليزية: David Linde)‏ هو منتج أفلام أمريكي، ولد في 8 فبراير 1960.

## وصلات خارجية
- ديفيد ليند على موقع IMDb (الإنجليزية)
- ديفيد ليند على موقع ميوزك برينز (الإنجليزية)
- ديفيد ليند على موقع قاعدة بيانات الفيلم (الإنجليزية)